# Game Critics Awards
Die Game Critics Awards waren von 1998 bis 2019 jährlich für die besten Computerspiele und die beste -Hardware auf der E3 vergebene Preise.
Die Nominierten und Gewinner wurden von Medienvertretern, größtenteils aus dem Computer- und Videospielbereich, gewählt. Die Vergabe erfolgte unabhängig von den Organisatoren der E3.
Im Jahr 2019 fanden die letzten Game Critics Awards auf der E3 statt. Nachdem im Dezember 2023 das Ende der E3 bekanntgegeben wurde, ist auch in Zukunft mit keiner weiteren Preisverleihung zu rechnen.

## Auszeichnung

### Bestes Ausstellungsstück (Best of Show)
- 2019: Final Fantasy VII Remake (Für PlayStation 4)
- 2018: Resident Evil 2 (für PC, PlayStation 4, Xbox One)
- 2017: Super Mario Odyssey (für Switch)
- 2016: The Legend of Zelda: Breath of the Wild (für Wii U, Switch)
- 2015: Fallout 4 (für PC, PlayStation 4, Xbox One)
- 2014: Evolve (für PC, PlayStation 4, Xbox One)
- 2013: Titanfall (für PC, Xbox 360, Xbox One)
- 2012: The Last of Us (für PlayStation 3)
- 2011: BioShock Infinite (für PC, PlayStation 3, Xbox 360)
- 2010: Nintendo 3DS
- 2009: Uncharted 2: Among Thieves (für PlayStation 3)
- 2008: Fallout 3 (für PC, PlayStation 3 und Xbox 360)
- 2007: Rock Band (für PlayStation 3, Xbox 360)
- 2006: Wii
- 2005: Spore (für PC)
- 2004: Sony PlayStation Portable
- 2003: Half-Life 2 (für PC)
- 2002: Doom 3 (für PC)
- 2001: Nintendo GameCube
- 2000: Black & White (für PC)
- 1999: Freelancer (für PC)

### Bestes originales Spiel
- 2019: The Outer Worlds (für PC, PlayStation 4, Xbox One)
- 2018: Dreams (für PlayStation 4)
- 2017: Mario + Rabbids Kingdom Battle (für Switch)
- 2016: Horizon Zero Dawn (für PlayStation 4)
- 2015: Horizon Zero Dawn (für PlayStation 4)
- 2014: No Man’s Sky (für PlayStation 4)
- 2013: Titanfall (für PC, Xbox 360, Xbox One)
- 2012: The Last of Us (für PlayStation 3)
- 2011: BioShock Infinite (für PC, PlayStation 3, Xbox 360)
- 2010: Dance Central (für Xbox 360)
- 2009: Scribblenauts (für Nintendo DS)
- 2008: Mirror’s Edge (für PC, PlayStation 3 und Xbox 360)
- 2007: LittleBigPlanet (für PlayStation 3)
- 2006: Spore (für PC)
- 2005: Spore (für PC)
- 2004: Donkey Kong Jungle Beat (für Nintendo GameCube)
- 2003: Full Spectrum Warrior (für Xbox, PC)
- 2002: Psychonauts (für Xbox)
- 2001: Majestic (für PC)
- 2000: Black & White (für PC) [2]
- 1999: Black & White (für PC) [1]

### Bestes Konsolenspiel
- 2019: Final Fantasy VII Remake (Für PlayStation 4)
- 2018: Marvel’s Spider-Man (für PlayStation 4)
- 2017: Super Mario Odyssey (für Switch)
- 2016: The Legend of Zelda: Breath of the Wild (für Wii U, Switch)
- 2015: Uncharted 4: A Thief’s End
- 2014: Evolve
- 2013: Titanfall (für PC, Xbox 360, Xbox One)
- 2012: The Last of Us (für PlayStation 3)
- 2011: The Elder Scrolls V: Skyrim (für PlayStation 3, Xbox 360 und PC)
- 2010: Rage (für PC, PlayStation 3 und Xbox 360)
- 2009: Uncharted 2: Among Thieves (für PlayStation 3)
- 2008: LittleBigPlanet (für PlayStation 3)
- 2007: Mass Effect (für Xbox 360)
- 2006: Gears of War (für Xbox 360)
- 2005: The Legend of Zelda: Twilight Princess (für GameCube)
- 2004: Halo 2 (für Xbox) [2]
- 2003: Halo 2 (für Xbox) [1]
- 2002: The Legend of Zelda: The Wind Waker (für GameCube)
- 2001: Metal Gear Solid 2: Sons of Liberty (für PS2)
- 2000: Jet Grind Radio (für Dreamcast)
- 1999: Perfect Dark (für Nintendo 64)
- 1998: Metal Gear Solid (für PlayStation)

### Bestes PC-Spiel
- 2019: Doom Eternal
- 2018: Anthem
- 2017: Destiny 2
- 2016: Civilization VI
- 2015: Fallout 4
- 2014: Tom Clancy’s Rainbow Six Siege
- 2013: Titanfall
- 2012: XCOM: Enemy Unknown
- 2011: BioShock Infinite
- 2010: Portal 2
- 2009: Star Wars: The Old Republic
- 2008: Spore
- 2007: Crysis
- 2006: Spore
- 2005: Spore
- 2004: Tom Clancy's Splinter Cell: Chaos Theory
- 2003: Half-Life 2
- 2002: Doom 3
- 2001: Star Wars Galaxies
- 2000: Black & White
- 1999: Freelancer
- 1998: Half-Life

### Beste Hardware (Konsole oder PC)
- 2019: Xbox Elite Wireless Controller Series 2
- 2018: Xbox Adaptive Controller
- 2017: Xbox One X
- 2016: PlayStation VR
- 2015: Oculus Touch
- 2014: Oculus Rift
- 2013: Oculus Rift
- 2012: Wii U
- 2011: PlayStation Vita
- 2010: Nintendo 3DS
- 2009: Project Natal (für Xbox 360)
- 2008: Rock Band 2 Ion „Drum Rocker“ Set
- 2007: Rock Band Instruments (für PlayStation 3 und Xbox 360)
- 2006: Wii
- 2005: PlayStation 3
- 2004: PlayStation Portable
- 2003: EyeToy (für PlayStation 2)
- 2002: WaveBird Wireless Controller (Gamepad) (für GameCube)
- 2001: (PC) Nvidia GeForce 3 (Grafikkarte)
- 2001: Nintendo GameCube (Konsole)
- 2000: (PC) NVIDIA GeForce 2 (Grafikkarte)
- 2000: Microsoft Xbox (Konsole)
- 1999: (PC) NVIDIA Riva TNT2 (Grafikkarte)
- 1999: Sega Dreamcast (Konsole)
- 1998: Microsoft SideWinder Freestyle Pro (Joystick)

### Bestes Actionspiel
- 2019: Doom Eternal (für PC, PlayStation 4, Xbox One, Google Stadia)
- 2018: Anthem (für PC, PlayStation 4, Xbox One)
- 2017: Wolfenstein II: The New Colossus (für PC, PlayStation 4, Xbox One)
- 2016: Battlefield 1 (für PC, PlayStation 4, Xbox One)
- 2015: Battlefront (für PC, PlayStation 4, Xbox One)
- 2014: Evolve (für PC, PlayStation 4, Xbox One)
- 2013: Titanfall (für PC, Xbox 360, Xbox One)
- 2012: Halo 4 (für Xbox 360)
- 2011: Battlefield 3 (für PC)
- 2010: Rage (für PC, PlayStation 3 und Xbox 360)
- 2009: Modern Warfare 2 (für PC, PlayStation 3 und Xbox 360)
- 2008: Gears of War 2 (für Xbox 360)
- 2007: Call of Duty 4: Modern Warfare (für PC, PlayStation 3, Xbox 360)
- 2006: Gears of War (für Xbox 360)
- 2005: F.E.A.R. (für PC)
- 2004: Halo 2 (für Xbox)
- 2003: Half-Life 2 (für PC)
- 2002: Doom 3 (für PC)
- 2001: Star Wars: Rogue Squadron II – Rogue Leader (für GameCube)
- 2000: Halo: Kampf um die Zukunft (für PC)
- 1999: Team Fortress 2 (für PC)
- 1998: Half-Life

### Bestes Action-Adventure
- 2019: Watch Dogs: Legion (für PC, PlayStation 4, Xbox One, Google Stadia)
- 2018: Marvel’s Spider-Man (für PlayStation 4)
- 2017: Super Mario Odyssey (für Switch)
- 2016: The Legend of Zelda: Breath of the Wild (für Wii U, Switch)
- 2015: Uncharted 4: A Thief’s End (für PlayStation 4)
- 2014: Batman: Arkham Knight (für PC, PlayStation 4 und Xbox One)
- 2013: Watch Dogs (für PC, PS3, PS4, Xbox 360, Xbox One, Wii U)
- 2012: The Last of Us (für PlayStation 3)
- 2011: BioShock Infinite (für PC, PlayStation 3 und Xbox 360)
- 2010: Portal 2 (für PC, PlayStation 3 und Xbox 360)
- 2009: Uncharted 2: Among Thieves (für PlayStation 3)
- 2008: Dead Space (für PC, PlayStation 3 und Xbox 360)
- 2007: BioShock (für PC, Xbox 360)
- 2006: Assassin’s Creed (für PlayStation 3, Xbox 360, PC)
- 2005: The Legend of Zelda: Twilight Princess (für GameCube)
- 2004: Tom Clancy’s Splinter Cell: Chaos Theory (für PC)
- 2003: Prince of Persia: The Sands of Time (für PC)
- 2002: Tom Clancy’s Splinter Cell (multiple Systeme)
- 2001: Metal Gear Solid 2: Sons of Liberty
- 2000: Flucht von Monkey Island (für PC)
- 1999: Oni (für PC)
- 1998: Grim Fandango

### Bestes Rollenspiel (RPG)
- 2019: Final Fantasy VII Remake (Für PlayStation 4)
- 2018: Kingdom Hearts III (für PlayStation 4, Xbox One)
- 2017: Ni No Kuni 2: Schicksal eines Königreichs (für PC und PlayStation 4)
- 2016: Final Fantasy XV (für PlayStation 4 und Xbox One)
- 2015: Fallout 4 (für PC, PlayStation 4 und Xbox One)
- 2014: Dragon Age: Inquisition (für PC, PlayStation 3, PlayStation 4, Xbox 360 und Xbox One)
- 2013: The Elder Scrolls Online (für PC, PS4, Xbox One)
- 2012: South Park: Der Stab der Wahrheit (für PC, PlayStation 3 und Xbox 360)
- 2011: The Elder Scrolls V: Skyrim (für PC, PlayStation 3 und Xbox 360)
- 2010: Star Wars: The Old Republic (für PC)
- 2009: Mass Effect 2 (für PC und Xbox 360)
- 2008: Fallout 3 (für PC, PlayStation 3 und Xbox 360)
- 2007: Mass Effect (für Xbox 360)
- 2006: Mass Effect (für Xbox 360)
- 2005: The Elder Scrolls IV: Oblivion (für PC, Xbox 360)
- 2004: Jade Empire (für Xbox)
- 2003: Fable (für Xbox)
- 2002: Neverwinter Nights (für PC) [3]
- 2001: Neverwinter Nights (für PC) [2]
- 2000: Neverwinter Nights (für PC) [1]
- 1999: Vampire: Die Maskerade – Redemption (für PC)
- 1998: Baldur’s Gate

### Bestes Rennspiel
- 2019: Crash Team Racing Nitro-Fueled (für PlayStation 4 und Xbox One)
- 2018: Forza Horizon 4 (für PC und Xbox One)
- 2017: Forza Motorsport 7 (für PC und Xbox One)
- 2016: Forza Horizon 3 (für PC und Xbox One)
- 2015: Need for Speed
- 2014: The Crew (für PC, PlayStation 4 und Xbox One)
- 2013: Need for Speed: Rivals (für PC, PS3, PS4, Xbox 360, Xbox One)
- 2012: Need for Speed: Most Wanted (für PC, PlayStation 3 und Xbox 360)
- 2011: Forza Motorsport 4 (für Xbox 360)
- 2010: Need for Speed: Hot Pursuit (für PC, PlayStation 3 und Xbox 360)
- 2009: Split/Second: Velocity (für PC, PlayStation 3 und Xbox 360)
- 2008: Pure (für PC, PlayStation 3 und Xbox 360)
- 2007: Burnout Paradise (für PlayStation 3, Xbox 360)
- 2006: Excite Truck (für Wii)
- 2005: Burnout Revenge (für PlayStation 2, Xbox)
- 2004: Burnout 3: Takedown (für PlayStation 2, Xbox)
- 2003: Gran Turismo 4 (für PlayStation 2)
- 2002: Auto Modellista (für PlayStation 2)
- 2001: Gran Turismo 3: A-Spec (für PlayStation 2)
- 2000: Need for Speed: Motor City (für PC)
- 1999: Driver (für PlayStation, PC)
- 1998: Need for Speed III: Hot Pursuit

### Bestes Sportspiel
- 2019: eFootball Pro Evolution Soccer 2020 (für PlayStation 4 und Xbox One)
- 2018: FIFA 19 (für PC, PlayStation 4, Xbox One und Switch)
- 2017: FIFA 18 (für PC, PlayStation 3, PlayStation 4, Xbox 360, Xbox One und Switch)
- 2016: Steep (für PC, PlayStation 4 und Xbox One)
- 2015: FIFA 16
- 2014: NHL 15 (für PlayStation 3, PlayStation 4, Xbox 360 und Xbox One)
- 2013: NHL 14 (für PS3, Xbox 360)
- 2012: FIFA 13 (für PC, PlayStation 3 und Xbox 360)
- 2011: FIFA 12 (für PC, PlayStation 3 und Xbox 360)
- 2010: NBA Jam (für Wii)
- 2009: Fight Night Round 4 (für PlayStation 3 und Xbox 360)
- 2008: Madden NFL 09 (alle Systeme)
- 2007: Madden NFL 08 (alle Systeme)
- 2006: Wii Sports (für Wii)
- 2005: Madden NFL 2006 (alle Systeme)
- 2004: Madden NFL 2005 (alle Systeme)
- 2003: Tony Hawk’s Underground (alle Konsolen)
- 2002: Madden NFL 2003 (multiple Systeme)
- 2001: Tony Hawk’s Pro Skater 3 (für PlayStation 2)
- 2000: Madden NFL 2001 (für PlayStation 2)
- 1999: Madden NFL 2000 (für Dreamcast)
- 1998: John Madden Football 99

### Bestes Kampfsportspiel
- 2018: Super Smash Bros. Ultimate (für Nintendo Switch)
- 2017: Dragon Ball FighterZ (für PC, PlayStation 4 und Xbox One)
- 2016: Injustice 2 (für PlayStation 4 und Xbox One)
- 2014: Super Smash Bros. für Wii U
- 2012: Injustice: Gods Among Us (für PlayStation 3, Xbox 360 und Wii U)
- 2011: Street Fighter X Tekken (für PlayStation 3, Xbox 360 und PlayStation Vita)
- 2010: Marvel vs. Capcom 3: Fate of Two Worlds (für PlayStation 3 und Xbox 360)
- 2009: Tatsunoko vs. Capcom: Ultimate All Stars (für Wii)
- 2008: Street Fighter IV (for Arcade)
- 2007: Virtua Fighter 5 (für Xbox 360)
- 2006: Heavenly Sword (für PlayStation 3)
- 2005: SoulCalibur III (für PlayStation 2)
- 2004: Def Jam: Fight for New York (alle Konsolen)
- 2003: Soul Calibur 2 (alle Konsolen)
- 2002: Tekken 4 (für PlayStation 2)
- 2001: Super Smash Bros. Melee (für GameCube)
- 2000: Ultimate Fighting Championship (für Dreamcast)
- 1999: Soul Calibur (für Dreamcast)
- 1998: Tekken 3

### Bestes Strategiespiel (Echtzeit oder rundenbasiert)
- 2019: John Wick Hex (für PC)
- 2018: Total War: Three Kingdoms (für PC)
- 2017: Mario + Rabbids Kingdom Battle (für Switch)
- 2016: Civilization VI (für PC)
- 2014: Sid Meier's Civilization: Beyond Earth (für PC)
- 2013: Total War: Rome II (für PC)
- 2012: XCOM: Enemy Unknown (für PC, PlayStation 3 und Xbox 360)
- 2011: From Dust (for PC, PlayStation 3 und Xbox 360)
- 2010: Civilization V (für PC)
- 2009: Supreme Commander 2 (für PC und Xbox 360)
- 2008: Tom Clancy’s EndWar (für PlayStation 3 und Xbox 360)
- 2007: World in Conflict (für PC)
- 2006: Supreme Commander (für PC)
- 2005: Company of Heroes (für PC)
- 2004: Der Herr der Ringe: Die Schlacht um Mittelerde (für PC)
- 2003: Rome: Total War (für PC)
- 2002: Command & Conquer: Generäle (für PC)
- 2001: Age of Mythology (für PC)
- 2000: Black & White (für PC)
- 1999: Homeworld (für PC)
- 1998: Sid Meier’s Alpha Centauri (für PC)

### Bestes Puzzle/Spaßspiel
- 2019: Luigi’s Mansion 3 (für Switch)
- 2018: Overcooked 2 (für Switch, PlayStation 4, Xbox One)
- 2017: Hidden Agenda (für PlayStation 4)
- 2016: Skylanders: Imginators (für PC, PlayStation 3, PlayStation 4, Xbox 360, Xbox One und Wii U)
- 2015: Super Mario Maker (für Wii U)
- 2014: Super Mario Maker (für Wii U)
- 2013: Fantasia: Music Evolved (für Xbox 360, Xbox One)
- 2012: Dance Central 3 (für Xbox 360)
- 2011: Sound Shapes (für PlayStation Vita)
- 2010: Rock Band 3 (für PlayStation 3, Xbox 360 und Wii)
- 2009: DJ Hero (für PlayStation 3, Xbox 360 und Wii)
- 2008: LittleBigPlanet (für PlayStation 3)
- 2007: Rock Band (für PlayStation 3, Xbox 360)
- 2006: Guitar Hero 2 (für PlayStation 2)
- 2005: We Love Katamari (für PlayStation 2)
- 2004: Donkey Kong Jungle Beat (für Nintendo GameCube)
- 2003: Die EyeToy Spielesammlung (für PlayStation 2)
- 2002: Super Monkey Ball 2 (für GameCube)
- 2001: Pikmin (für GameCube)
- 2000: Samba de Amigo (für Dreamcast)
- 1999: UmJammer Lammy (für PlayStation)
- 1998: Sentinel Returns

### Bestes Online-Multiplayer-Spiel
- 2019: Call of Duty: Modern Warfare (für PC, PlayStation 4, Xbox One)
- 2018: Battlefield V (für PC, PlayStation 4, Xbox One)
- 2017: Star Wars: Battlefront II (für PC, PlayStation 4 und Xbox One)
- 2016: Titanfall 2 (für PC, PlayStation 4 und Xbox One)
- 2015: Star Wars Battlefront (für PC, PlayStation 4 und Xbox One)
- 2014: Evolve (für PC, PlayStation 4, Xbox One)
- 2013: Titanfall (für PC, Xbox 360, Xbox One)
- 2012: Halo 4 (für Xbox 360)
- 2011: Battlefield 3 (für PC, PlayStation 3 und Xbox 360)
- 2010: Assassin’s Creed: Brotherhood (für PlayStation 3 und Xbox 360)
- 2009: Left 4 Dead 2 (für PC and Xbox 360)
- 2008: Left 4 Dead (für PC und Xbox 360)
- 2007: Halo 3 (für Xbox 360)
- 2006: Enemy Territory: Quake Wars (für PC)
- 2005: Battlefield 2 (für PC)
- 2004: Halo 2 (für Xbox)
- 2003: City of Heroes (für PC)
- 2002: Star Wars Galaxies (für PC) [2]
- 2001: Star Wars Galaxies (für PC) [1]
- 2000: Neverwinter Nights (für PC)
- 1999: Team Fortress (für PC)
- 1998: EverQuest

### Bestes fortlaufendes Spiel (Best Ongoing Game)
- 2019: Destiny 2 (für PC, PlayStation 4, Xbox One, Google Stadia)
- 2018: Fortnite (für PC, Switch, PlayStation 4, Xbox One, iOS)

### Bestes VR-Spiel
- 2019: Phantom: Covert Ops (für Oculus Quest und PC)
- 2018: Tetris Effect (für PlayStation VR)
- 2017: Lone Echo (für PC)
- 2016: Batman: Arkham VR (für PlayStation 4)

### Bestes Indie-Game
- 2019: 12 Minutes (für PC und Xbox One)
- 2018: Ori and the Will of the Wisps (für PC und Xbox One)
- 2017: The Artful Escape (für PC und Xbox One)
- 2016: Inside (für PC und Xbox One)
- 2015: No Man’s Sky (für PlayStation 4)
- 2014: No Man’s Sky (für PlayStation 4)

### Spezialpreis für Grafik, Sound oder Innovation
- 2019: (G) Cyberpunk 2077 (für PC, PlayStation 4, und Xbox One)
- 2018: (G) Cyberpunk 2077 (für PC, PlayStation 4, und Xbox One)
- 2018: (G) The Last of Us Part II (für PlayStation 4)
- 2018: (G) Ghost of Tsushima (für PlayStation 4)
- 2018: (S) The Last of Us Part II (für PlayStation 4)
- 2018: (I) Cyberpunk 2077 (für PC, PlayStation 4, und Xbox One)
- 2016: (G) God of War (für PlayStation 4)
- 2015: (G) Uncharted 4: A Thief’s End (für PlayStation 4)
- 2014: (I) No Man’s Sky (für PlayStation 4)
- 2012: (G) Star Wars 1313 (unbekannt)
- 2012: (G) Watch Dogs (für PC, PlayStation 3 und Xbox 360)
- 2012: (S) The Last of Us (für PlayStation 3)
- 2012: (I) Watch Dogs (für PC, PlayStation 3 und Xbox 360)
- 2010: (G) Rage (für PC, PlayStation 3 und Xbox 360)
- 2007: (G) Killzone 2 (für PlayStation 3)
- 2005: (G) Killzone (für PlayStation 2)
- 2004: (G) Tom Clancy's Splinter Cell: Chaos Theory (für PC)
- 2003: (G) Half-Life 2 (für PC)
- 2002: (S) Doom 3 (für PC)
- 2001: (S) Medal of Honor: Allied Assault (for PC)
- 2000: (G) Metal Gear Solid 2: Sons of Liberty
- 1999: (G) Freelancer (für PC)
- 1999: (+S) Outcast (für PC)
- 1999: (+S) UmJammer Lammy (für PlayStation)

## Nicht mehr vergebene Preise

### Bestes Handheldspiel
- 2017: Metroid: Samus Returns (für Nintendo 3DS)
- 2015: The Legend of Zelda: Tri Force Heroes
- 2014: Super Smash Bros. für Nintendo 3DS
- 2013: Tearaway (für PS Vita)
- 2012: Sound Shapes (für PS Vita)
- 2011: Sound Shapes (für PS Vita)
- 2010: God of War: Ghost of Sparta (für PSP)
- 2009: Scribblenauts (für Nintendo DS)
- 2008: Resistance: Retribution (für PlayStation Portable)
- 2007: The Legend of Zelda: Phantom Hourglass (für Nintendo DS)
- 2006: The Legend of Zelda: Phantom Hourglass (für Nintendo DS)
- 2005: Nintendogs (für Nintendo DS)

### Bestes Download-Spiel
- 2013: Transistor (für PC, PS4)
- 2012: The Unfinished Swan (für PlayStation 3)
- 2011: Bastion (für PC und Xbox 360)

### Bestes Bewegungssimulations-Spiel
- 2012: Dance Central 3 (für Xbox 360)
- 2011: The Legend of Zelda: Skyward Sword (für Wii)
- 2010: Dance Central (für Xbox 360)

### Beste Simulation (Kampf, Flug, Aufbau)
- 2008: Tom Clancy’s EndWar (für PlayStation 3 und Xbox 360)
- 2006: Spore (für PC)
- 2005: Spore (für PC)
- 2004: Die Sims 2 (für PC)
- 2003: Full Spectrum Warrior (für Xbox, PC)
- 2002: Die Sims Online (für PC) [2]
- 2001: Die Sims Online (für PC) [1]
- 2000: MechWarrior 4 (für PC)
- 1999: (|F) Jane’s USAF (für PC)
- 1999: (|N) Freelancer (für PC)
- 1998: (|C) Fighter Legends
- 1998: (|N) Railroad Tycoon 2

### Bestes Jump ’n’ Run
- 1999: Donkey Kong 64 (für Nintendo 64)

### Vielversprechendste Neuerscheinung
- 1998: Homeworld

### Bester Stand
- 1999: Electronic Arts
- 1998: Electronic Arts

### Bestes Entwicklerteam
- 1998: Babylon 5